# Paul Wanke
Paul Wanke (* 1926 – unbekannt) war ein deutscher Handballspieler.

## Leben
Paul Wanke war von Beruf Polizeibeamter. Als sportbegeisterter Handballspieler war er Mitglied des SV Polizei Hamburg. Wegen seiner sportlichen Leistungen spielte er bald in der ersten Mannschaft seines Vereins, mit der er 1951 den Titel des Deutschen Meisters gewann. Dafür wurden er und die ganze Meisterschaftsmannschaft am 1. Dezember 1951 von Bundespräsident Theodor Heuss mit dem Silbernen Lorbeerblatt ausgezeichnet.
Paul Wanke war danach Mitglied der deutschen Handballnationalmannschaft, mit der er 1952 den Weltmeistertitel im Feldhandball errang. Wanke gehörte auch der Feldhandballmannschaft an, die 1955 für Deutschland an der Weltmeisterschaft teilnahm und erneut Weltmeister wurde. Am 28. Juni 1952 wurde er für den Gewinn der Weltmeisterschaft zum zweiten Mal mit dem Silbernen Lorbeerblatt ausgezeichnet.